# Pustoryl nevonný
Pustoryl nevonný (Philadelphus inodorus) je opadavý keř z čeledi hortenziovité. Vyznačuje se poměrně velkými, bílými, čtyřčetnými květy. Pochází z jihovýchodu USA. V České republice je poměrně zřídka pěstován jako okrasný keř.

## Popis
Pustoryl nevonný je opadavý rozkladitý keř s obloukovitými větvemi, dorůstající výšky 1 až 3 metry. Letorosty jsou lysé, jednoleté větévky jsou hnědé, s papírovitě odlupčivou kůrou. Listy jsou eliptické až vejčitě eliptické, 5 až 9 cm dlouhé a 2 až 3,5 cm široké, celokrajné nebo na okraji oddáleně pilovité, na bázi klínovité až tupé, na vrcholu krátce zašpičatělé. Na líci jsou tmavozelené, lesklé, řídce přitiskle chlupaté světlými chlupy nebo výjimečně téměř lysé, na rubu jsou lysé s výjimkou chomáčků chlupů v paždí žilek. Květy jsou jednotlivé nebo po 3 (výjimečně po více) ve vrcholících, bílé, 4 až 5 cm široké, nevonné, s lysými stopkami. Kalich je lysý. Tyčinek je 60 až 90. Čnělka dosahuje délky nejdelších tyčinek. Plodem je elipsoidní, 8 mm dlouhá a 7 mm široká tobolka. V kultuře kvete v červnu, v přírodních populacích již od poloviny dubna.

## Rozšíření
Pustoryl nevonný je rozšířen v jihovýchodních a východních oblastech USA. Roste zejména na strmých lesnatých svazích, na skalnatých březích vodních toků a skalních útesech.

## Rozlišovací znaky
Druh je charakterizován převážně jednotlivými, velkými, nevonnými květy. Od ostatních pěstovaných druhů pustorylů s velkými květy (nad 4 cm v průměru) se dále odlišuje lysým kalichem květů (pustoryl květnatý i pustoryl panenský mají kalichy chlupaté) a oděním listů.

## Taxonomie
Druh popsal Carl Linné již v roce 1753. Je poměrně variabilní, a to zejména ve tvaru listů a květů. Jsou rozlišovány 4 variety:
- Philadelphus inodorus var. carolinus
- Philadelphus inodorus var. grandiflorus
- Philadelphus inodorus var. laxus
- Philadelphus inodorus var. strigosus[1]

## Význam
Druh je pěstován jako okrasný keř, významný velkými, avšak nevonnými květy. V České republice se pěstuje celkem zřídka. Nejsou uváděny žádné zahradní kultivary ani kříženci. Je vysazen např. v Dendrologické zahradě v Průhonicích, Pražské botanické zahradě v Tróji a v Průhonickém parku. Pěstované rostliny náležejí vesměs varietě grandiflorus.